# FSP Gold River Women's Challenger 2012
L'FSP Gold River Women's Challenger 2012 è stato un torneo professionistico di tennis femminile giocato sul cemento. È stata la 1ª edizione del torneo, che fa parte dell'ITF Women's Circuit nell'ambito dell'ITF Women's Circuit 2012. Si è giocato a Sacramento negli USA dal 28 maggio al 3 giugno 2012.

## Partecipanti

### Teste di serie
| Nazionalità | Giocatrice          | Ranking* | Testa di serie |
| ----------- | ------------------- | -------- | -------------- |
| Russia      | Elena Bovina        | 243      | 1              |
| Stati Uniti | Ashley Weinhold     | 265      | 2              |
| Canada      | Marie-Ève Pelletier | 280      | 3              |
| Stati Uniti | Maria Sanchez       | 283      | 4              |
| Stati Uniti | Jessica Pegula      | 290      | 5              |
| Venezuela   | Adriana Pérez       | 301      | 6              |
| Russia      | Valerija Solov'ëva  | 316      | 7              |
| Venezuela   | Gabriela Paz        | 323      | 8              |

- Ranking al 21 maggio 2012.

### Altre partecipanti
Giocatrici che hanno ricevuto una wild card:
- Gabrielle Andrews
- Elizabeth Lumpkin
- Breanna Alexa Bachini

Giocatrici che sono passate dalle qualificazioni:
- Mary Closs
- Tatsiana Kapshay
- Tori Kinard
- Elizabeth Profit

## Campionesse

### Singolare
- Maria Sanchez ha battuto in finale  Jessica Pegula con il punteggio di 4–6, 6–3, 6–1

### Doppio
- Asia Muhammad /  Yasmin Schnack hanno battuto in finale  Kaitlyn Christian /  Maria Sanchez con il punteggio di 6–3, 7–6(4)